# Пікотська гідроелектростанція
Пікотська гідроелектростанція (порт. Barragem de Picote) — гідроелектростанція на півночі Португалії, на прикордонній з Іспанією ділянці Дору. Розташована у муніципалітеті Міранда-ду-Дору, парафії Пікоте. Входить до складу каскаду, знаходячись між Мірандською ГЕС (вище по течії) та ГЕС Бемпоста.
При спорудженні станції у 1950-х роках річку перекрили бетонною арковою греблею висотою 100 метрів та довжиною 139 метрів, на спорудження якої пішло 205 тис. м3 матеріалу. Вона утримує водосховище із площею поверхні 2,44 км2 та об'ємом 63 млн м3 (корисний об'єм 13 млн м3).
Первісно машинний зал ГЕС, споруджений у підземному виконанні дещо нижче греблі, обладнали трьома турбінами типу Френсіс потужністю по 62 МВт, які при напорі від 63 до 74 метрів виробляють 867 млн кВт·год електроенергії на рік.
У період з 2007 по 2011 роки, враховуючи попит на балансуючі потужності в умовах розвитку відновлюваної енергетики, станцію підсилили другою чергою. У підземному машинному залі глибиною 150 метрів встановили турбіну того ж типу потужністю 246 МВт, що більш ніж подвоїло можливості ГЕС. При напорі у 67 метрів вона повинна додатково виробляти 244 млн кВт·год електроенергії на рік. Даний проєкт потребував інвестицій у 140 млн євро.
Видача продукції відбувається по ЛЕП, що працює під напругою 244 кВ.